# FIH Pro League maschile 2024-25
La FIH Pro League maschile 2024-25 sarà la sesta stagione della competizione organizzata dalla International Hockey Federation. La stagione è iniziato il 30 novembre 2024 e si è concluso il 29 giugno 2025.
Dopo il titolo nella FIH Hockey Nations Cup 2023-24, la Nuova Zelanda parteciperà a questa stagione della Pro League al posto degli Irlanda, retrocessi dalla scorsa stagione. Il 1º ottobre 2024, la Nuova Zelanda deciderà di ritirarsi e l'Irlanda prenderà il suo posto..

## Formato
Per ridurre il costo dei viaggi, le partite si svolgeranno in "mini tornei" in cui diverse squadre si riuniranno nello stesso stadio per giocare le partite l'uno contro l'altro.

In ogni partita, la squadra vincente otterrà tre punti, entrambe le squadre otterranno un punto ciascuno in caso di pareggio e la squadra vincitrice otterrà un punto bonus in caso di vittoria ai calci di rigore.
Il vincitore della stagione si qualificherà Campionato mondiale di hockey su prato 2026.

## Classifica
| Pos | Squadra         | G  | V | VSO | PSO | P  | GF | GS | DG  | Pt | Qualificazione o retrocessione              |
| --- | --------------- | -- | - | --- | --- | -- | -- | -- | --- | -- | ------------------------------------------- |
| 1   | Paesi Bassi (C) | 16 | 7 | 7   | 0   | 2  | 38 | 29 | +9  | 35 |                                             |
| 2   | Belgio          | 16 | 8 | 2   | 2   | 4  | 53 | 39 | +14 | 30 |                                             |
| 3   | Spagna (Q)      | 16 | 8 | 2   | 1   | 5  | 39 | 28 | +11 | 29 | Qualificato per la Campionato mondiale 2026 |
| 4   | Germania        | 16 | 8 | 1   | 2   | 5  | 46 | 34 | +12 | 28 |                                             |
| 5   | Australia       | 16 | 8 | 0   | 3   | 5  | 42 | 32 | +10 | 27 |                                             |
| 6   | Argentina       | 16 | 7 | 0   | 2   | 7  | 28 | 32 | −4  | 23 |                                             |
| 7   | Inghilterra     | 16 | 5 | 2   | 3   | 6  | 41 | 36 | +5  | 22 |                                             |
| 8   | India           | 16 | 6 | 0   | 0   | 10 | 34 | 38 | −4  | 18 |                                             |
| 9   | Irlanda (R)     | 16 | 1 | 0   | 1   | 14 | 22 | 75 | −53 | 4  | Retrocessa nella FIH Nations Cup 2025-26    |

1. 1 2  Belgio e Paesi Bassi sono già qualificati per la Campionato mondiale di hockey su prato 2026 come paesi ospitanti.
2. ↑  Australia è già qualificata per la Campionato mondiale di hockey su prato 2026 come la squadra con il punteggio più alto nel FIH Pro League maschile 2023-24.
3. ↑  Irlanda ha sostituito Nuova Zelanda.

## Risultati
| Luogo               | Data       | Partita     | Partita              | Partita     |
| ------------------- | ---------- | ----------- | -------------------- | ----------- |
| Amsterdam           | 30-11-2024 | Paesi Bassi | 1 - 1 (4 - 1 d.s.o.) | Germania    |
| Amsterdam           | 1-12-2024  | Paesi Bassi | 1 - 1 (3 - 1 d.s.o.) | Belgio      |
| Amsterdam           | 2-12-2024  | Belgio      | 4 - 3                | Germania    |
| Amsterdam           | 7-12-2024  | Paesi Bassi | 2 - 3                | Germania    |
| Amsterdam           | 8-12-2024  | Paesi Bassi | 3 - 3 (3 - 1 d.s.o.) | Belgio      |
| Amsterdam           | 9-12-2024  | Germania    | 3 - 6                | Belgio      |
| Santiago del Estero | 10-12-2024 | Argentina   | 1 - 3                | Inghilterra |
| Santiago del Estero | 11-12-2024 | Inghilterra | 3 - 3 (3 - 2 d.s.o.) | Irlanda     |
| Santiago del Estero | 12-12-2024 | Argentina   | 1 - 0                | Irlanda     |
| Santiago del Estero | 13-12-2024 | Argentina   | 1 - 3                | Inghilterra |
| Santiago del Estero | 14-12-2024 | Irlanda     | 0 - 8                | Inghilterra |
| Santiago del Estero | 15-12-2024 | Argentina   | 4 - 3                | Irlanda     |
| Sydney              | 4-2-2025   | Paesi Bassi | 4 - 2                | Spagna      |
| Sydney              | 5-2-2025   | Australia   | 1 - 2                | Spagna      |
| Sydney              | 6-2-2025   | Australia   | 4 - 2                | Paesi Bassi |
| Sydney              | 7-2-2025   | Spagna      | 1 - 2                | Paesi Bassi |
| Sydney              | 8-2-2025   | Australia   | 1 - 1 (0 - 3 d.s.o.) | Spagna      |
| Sydney              | 9-2-2025   | Australia   | 4 - 4 (1 - 3 d.s.o.) | Paesi Bassi |
| Bhubaneswar         | 15-2-2025  | India       | 1 - 3                | Spagna      |
| Bhubaneswar         | 16-2-2025  | India       | 2 - 0                | Spagna      |
| Bhubaneswar         | 18-2-2025  | Inghilterra | 2 - 2 (1 - 0 d.s.o.) | Spagna      |
| Bhubaneswar         | 18-2-2025  | India       | 1 - 4                | Germania    |
| Bhubaneswar         | 19-2-2025  | Spagna      | 4 - 1                | Inghilterra |
| Bhubaneswar         | 19-2-2025  | India       | 1 - 0                | Germania    |
| Bhubaneswar         | 21-2-2025  | India       | 3 - 1                | Irlanda     |
| Bhubaneswar         | 22-2-2025  | India       | 4 - 0                | Irlanda     |
| Bhubaneswar         | 24-2-2025  | Germania    | 8 - 2                | Irlanda     |
| Bhubaneswar         | 24-2-2025  | India       | 2 - 3                | Inghilterra |
| Bhubaneswar         | 25-2-2025  | Irlanda     | 2 - 4                | Germania    |
| Bhubaneswar         | 25-2-2025  | India       | 2 - 1                | Inghilterra |
| Santiago del Estero | 19-2-2025  | Argentina   | 3 - 5                | Belgio      |
| Santiago del Estero | 20-2-2025  | Argentina   | 0 - 2                | Australia   |
| Santiago del Estero | 21-2-2025  | Australia   | 2 - 2 (3 - 4 d.s.o.) | Belgio      |
| Santiago del Estero | 22-2-2025  | Argentina   | 0 - 1                | Belgio      |
| Santiago del Estero | 23-2-2025  | Argentina   | 1 - 0                | Australia   |
| Santiago del Estero | 24-2-2025  | Belgio      | 1 - 3                | Australia   |
| Valencia            | 7-6-2025   | Spagna      | 0 - 1                | Argentina   |
| Valencia            | 8-6-2025   | Spagna      | 3 - 2                | Argentina   |
| Amsterdam           | 7-6-2025   | Paesi Bassi | 2 - 1                | India       |
| Amsterdam           | 9-6-2025   | Paesi Bassi | 3 - 2                | India       |
| Amsterdam           | 11-6-2025  | Argentina   | 4 - 3                | India       |
| Amsterdam           | 11-6-2025  | Paesi Bassi | 2 - 0                | Irlanda     |
| Amsterdam           | 12-6-2025  | India       | 1 - 2                | Argentina   |
| Amsterdam           | 12-6-2025  | Paesi Bassi | 6 - 2                | Irlanda     |
| Amsterdam           | 14-6-2025  | Paesi Bassi | 1 - 1 (4 - 2 d.s.o.) | Argentina   |
| Amsterdam           | 15-6-2025  | Paesi Bassi | 1 - 1 (3 - 0 d.s.o.) | Argentina   |
| Londra              | 14-6-2025  | Inghilterra | 2 - 2 (3 - 4 d.s.o.) | Germania    |
| Londra              | 15-6-2025  | Inghilterra | 2 - 3                | Germania    |
| Londra              | 17-6-2025  | Inghilterra | 2 - 3                | Paesi Bassi |
| Londra              | 18-6-2025  | Inghilterra | 1 - 1 (2 - 4 d.s.o.) | Paesi Bassi |
| Londra              | 21-6-2025  | Inghilterra | 3 - 4                | Australia   |
| Londra              | 22-6-2025  | Inghilterra | 2 - 1                | Australia   |
| Anversa             | 14-6-2025  | Australia   | 3 - 2                | India       |
| Anversa             | 14-6-2025  | Belgio      | 5 - 1                | Irlanda     |
| Anversa             | 15-6-2025  | India       | 2 - 3                | Australia   |
| Anversa             | 15-6-2025  | Belgio      | 2 - 3                | Irlanda     |
| Anversa             | 17-6-2025  | Australia   | 6 - 1                | Irlanda     |
| Anversa             | 17-6-2025  | Belgio      | 1 - 2                | Spagna      |
| Anversa             | 18-6-2025  | Irlanda     | 1 - 6                | Australia   |
| Anversa             | 18-6-2025  | Belgio      | 6 - 3                | Spagna      |
| Anversa             | 21-6-2025  | Irlanda     | 2 - 4                | Spagna      |
| Anversa             | 21-6-2025  | Belgio      | 6 - 3                | India       |
| Anversa             | 22-6-2025  | Spagna      | 9 - 1                | Irlanda     |
| Anversa             | 22-6-2025  | Belgio      | 3 - 4                | India       |
| Anversa             | 28-6-2025  | Belgio      | 3 - 1                | Inghilterra |
| Anversa             | 29-6-2025  | Belgio      | 4 - 4 (3 - 0 d.s.o.) | Inghilterra |
| Berlino             | 21-6-2025  | Germania    | 2 - 3                | Argentina   |
| Berlino             | 22-6-2025  | Germania    | 4 - 3                | Argentina   |
| Berlino             | 24-6-2025  | Germania    | 3 - 2                | Australia   |
| Berlino             | 25-6-2025  | Germania    | 5 - 0                | Australia   |
| Berlino             | 28-6-2025  | Germania    | 1 - 1 (0 - 3 d.s.o.) | Spagna      |
| Berlino             | 29-6-2025  | Germania    | 0 - 2                | Spagna      |